# Публий Лукреций Триципитин (трибун 419 пр.н.е.)
Публий Лукреций Триципитин (на латински: Publius Lucretius Tricipitinus) e политик на Римската република.

## Биография
Произлиза от патрицииската фамилия Лукреции. Син е на Хост Лукреций Триципитин (консул 429 пр.н.е.) и внук на Луций Лукреций Триципитин (консул 462 пр.н.е.).
През 419 пр.н.е. той е военен трибун с консулски правомощия с още трима други колеги. През 417 пр.н.е. той е отново консулски военен трибун.